# Squalus
Squalus (latină = rechin) este un gen de rechini aparținând familiei Squalidae.

## Specii din genul Squalus
- Squalus acanthias  (Linnaeus), 1758
- Squalus acutirostris  (Y.T.Chu, Q.W.Meng & S.Li), 1984
- Squalus albifrons (Last, W.T.White & Stevens), 2007
- Squalus altipinnis (Last,W.T.White & Stevens), 2007
- Squalus blainville (A.Risso), 1827
- Squalus brevirostris (Tanaka), 1917
- Squalus bucephalus (Last,Séret & Pogonoski), 2007
- Squalus chloroculus (Last,W.T.White & Motomura), 2007
- Squalus crassispinus (Last,Edmunds & Yearsley),2007
- Squalus cubensis (Howell-Rivero), 1936
- Squalus edmundsi (W.T.White,Last & Stevens), 2007
- Squalus formosus (W.T.White & Iglésias), 2011
- Squalus grahami (W.T.White,Last & Stevens), 2007
- Squalus griffini (Phillips), 1931
- Squalus hemipinnis (W.T.White,Last & Yearsley), 2007
- Squalus japonicus (Ishikawa), 1908
- Squalus lalannei (Baranes), 2003
- Squalus megalops (W.J.Macleay), 1881
- Squalus melanurus (Fourmanoir & Rivaton), 1979
- Squalus mitsukurii (Jordan & Snyder), 1903
- Squalus montalbani (Whitley), 1931
- Squalus nasutus (Last,L.J.Marshall & W.T.White), 2007
- Squalus notocaudatus (Last,W.T.White & Stevens), 2007
- Squalus rancureli (Fourmanoir & Rivaton), 1979
- Squalus raoulensis (Duffy & Last), 2007
- Squalus suckleyi (Girard), 1854